# مشعل جابر الأحمد الصباح
الشيخ الدكتور مشعل جابر الأحمد الصباح، أحد أبناء أمير الكويت الثالث عشر الشيخ جابر الأحمد الصباح من زوجته سارة بدر شرار المطيري. يتولى منصب مدير عام هيئة تشجيع الاستثمار المباشر بدرجة وزير. حاصل على الشهادة الجامعية من جامعة الكويت كلية العلوم الاجتماعية قسم العلوم السياسية. كما إنه حاصل على شهادة الماجستير وكانت رسالته تحمل عنوان «الخصخصة في دولة الكويت إيجابياتها وسلبياتها»، كما حصل على شهادة الدكتوراه وكانت رسالته تحمل عنوان «لعنة الموارد الطبيعية وتقليصها من خلال الابداع والابتكار حالة دولة الكويت».

## سيرته المهنية
لديه خبرة تزيد عن 18 عاماً في مجال الاقتصاد الكويتي. ويشغل عضويات في العديد من الجهات الاقتصادية.
- عضو في مجلس إدارة الهيئة العامة للاستثمار،
- مدير عام هيئة تشجيع الاستثمار المباشر في دولة الكويت، بالإضافة إلى
- عضو في مجلس إدارة مؤسسة الكويت للتقدم العلمي.

إلى جانب ذلك، يرأس الدكتور مشعل عدة لجان منها:
- اللجنة الدائمة لتحسين بيئة الأعمال وتعزيز التنافسية المشكلة بقرار من قبل مجلس الوزراء،
- رئيس المجموعة الفرعية للتجارة والاستثمار التابعة للمجموعة التوجيهية البريطانية-الكويتية المشتركة،
- رئيس مجموعة التنسيق الاقتصادي والتجاري المنبثقة عن الحوار الاستراتيجي الكويتي-الأمريكي.

قبل تولي الدكتور مشعل مهامه مديراً للهيئة، شغل الدكتور منصب الوكيل المساعد لقطاع مكتب استثمار رأس المال الأجنبي في وزارة التجارة والصناعة، بالإضافة إلى تدرجه في مناصب مختلفة في الأمانة العامة لمجلس الوزراء. كما شغل عضوية عدد من مجالس الإدارة كنائب لرئيس مجلس الإدارة في الشركة الوطنية للأوفست، وعضوية مجلس إدارة بنك الكويت المركزي. وترأس عدداً من اللجان المتخصصة بما في ذلك لجنة تعديل قانون أسواق رأس المال وفريق استقراء الوضع الاقتصادي بقرار من قبل مجلس الوزراء.
يحمل الدكتور مشعل شهادة الدكتوراه من كلية إدارة الأعمال بجامعة بورتسموث في المملكة المتحدة، وهو حاصل أيضاً على شهادة الماجستير من جامعة ماسترخت للأعمال، وشهادة البكالوريوس من كلية العلوم الاجتماعية بجامعة الكويت.
عين الدكتور مشعل عضاً في مجلس إدارة في الهيئة العامة للاستثمار في الخامس من أغسطس 2021، ولمدة أربع سنوات. 